# 솜버트헤이 헐러다시

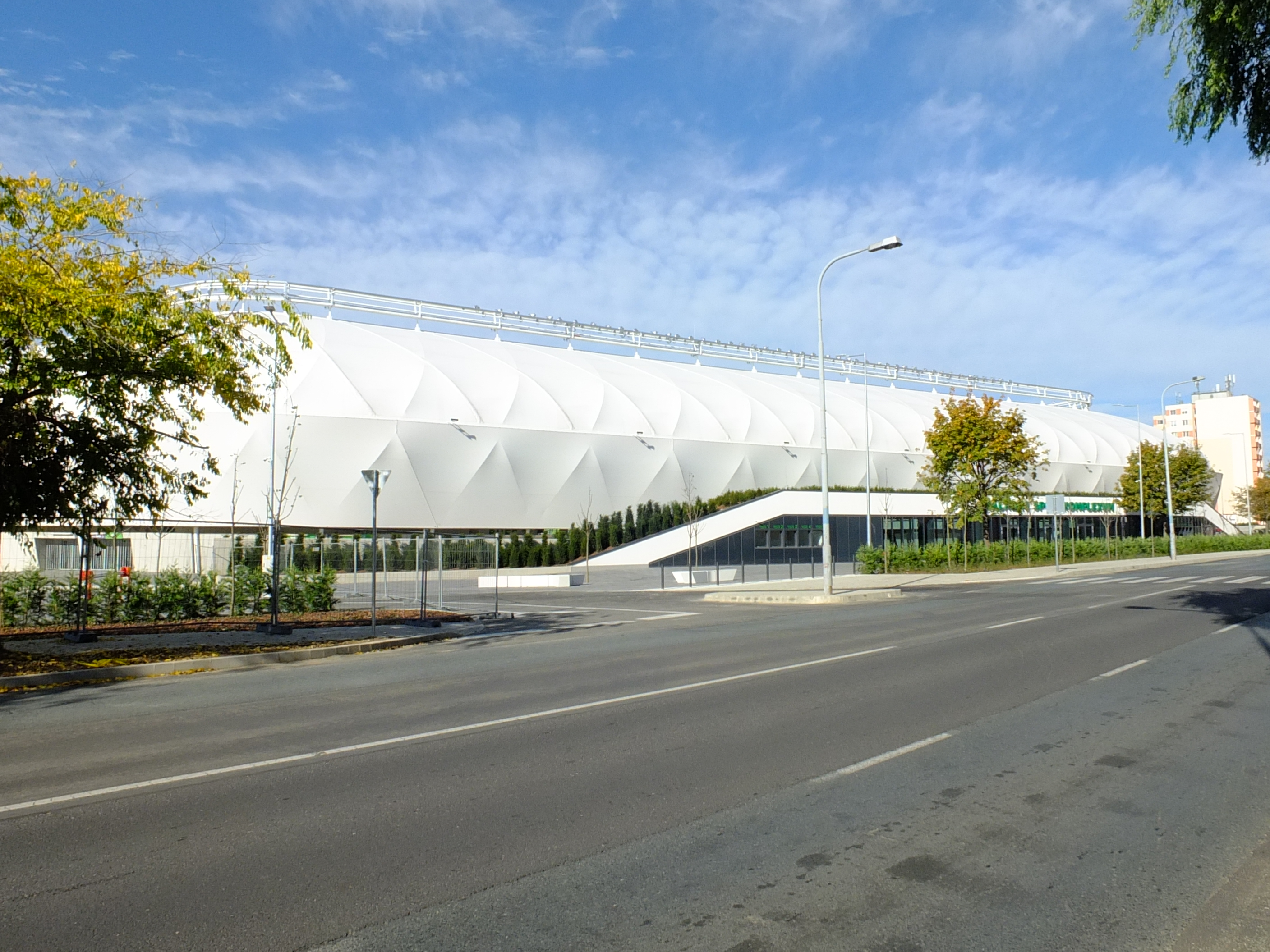

솜버트헤이 헐러다시(헝가리어: Szombathelyi Haladás)는 솜버트헤이를 연고로 하는 헝가리의 프로 축구 클럽이다. 헝가리 컵 결승전에 3회 (1975, 1993, 2002년) 진출했으나, 3회 모두 우승을 거머쥐진 못했다. 현재 헝가리 최상위 축구 리그인 넴제티 버이녹샤그 II에 소속되어 있다. 현재 리그 최고 성적은 2008-2009 시즌 기록했던 3위이다.

## 수상
- 넴제티 버이녹샤그 I
  - 3위 (1): 2008–09
- 헝가리 컵
  - 준우승 (3): 1974–75, 1992–93, 2001–02

## 선수 명단

### 현역
참고: FIFA 자격 규정에 따라 소속된 국가대표팀 국기를 표시합니다. 선수는 복수의 FIFA 비회원국 국적을 가지고 있을 수 있습니다.
| 번호 | 포지션 | 국적       | 이름          |
| ---- | ------ | ---------- | ------------- |
| 45   | FW     | 슬로바키아 | 마르코 켈레멘 |

| 번호 | 포지션 | 국적     | 이름        |
| ---- | ------ | -------- | ----------- |
| 73   | DF     | 세르비아 | 조란 베로냐 |

## 역대 감독
| 감독          | 임기        |
| ------------- | ----------- |
| 센테시 라자르 | 2001 ~ 2002 |
| 센테시 라자르 | 2014 ~ 2015 |
| 메쇠이 게저   | 2015 ~ 2017 |
| 미할 힙       | 2017 ~ 2018 |
| 네메스 자볼츠 | 2021 ~      |